# Bistrica pri Tržiču
Bistrica pri Tržiču – wieś w Słowenii, w gminie Tržič. W 2018 roku liczyła 2718 mieszkańców.